# ملبيغاوات
الملبيغياوات (الاسم العلمي: Malpighioideae) هي أسرة من النباتات تتبع فصيلة الملبيغية من رتبة الملبيغيات.

## أجناس
- ملبيغيا